# Асакура, Тосио
Тоси́о Асаку́ра (яп. 朝倉 利夫 Асакура Тосио,  род. 19 июля 1956 года) — японский борец греко-римского и вольного стилей, чемпион мира и Азии, чемпион Азиатских игр.

## Спортивные результаты

### Греко-римская борьба
- Бронзовый призёр чемпионата мира (1979).
- Чемпион Азии (1983).
- Чемпион Японии (1979, 1980), серебряный призёр чемпионатов Японии (1978, 1984).[2]

### Вольная борьба
- Чемпион мира (1981), серебряный призёр чемпионата мира (1983).
- Чемпион Азиатских игр (1982), бронзовый призёр Азиатских игр (1986).
- Чемпион Азии (1981), серебряный призёр чемпионата Азии (1983).
- Серебряный призёр турнира Суперчемпионат мира (1980).
- Бронзовый призёр летней Спартакиады народов СССР (1983), куда были приглашены в том числе и борцы Японии.
- Чемпион Японии (1981, 1982, 1983, 1985, 1986, 1987, 1990), серебряный призёр чемпионата Японии (1988), бронзовый призёр чемпионатов Японии (1977, 1989, 1991, 1992).

## Видео
- Чемпионат мира 1981, вольная борьба, до 52 кг, финал: Хартмут Райх (ГДР) - Тосио Асакура (Япония)
- Чемпионат мира 1983, вольная борьба, до 52 кг, финал: Валентин Йорданов (Болгария) - Тосио Асакура (Япония)